# Cissus diversilobata
Cissus diversilobata là một loài thực vật hai lá mầm trong họ Nho. Loài này được C.A.Sm. miêu tả khoa học đầu tiên năm 1932.